# Безменшурское (сельское поселение)
Безменшурское — упразднённое муниципальное образование со статусом сельского поселения в составе Кизнерского района Удмуртии.
Административный центр — село Безменшур.
Образовано в 2004 году в результате реформы местного самоуправления, предшественник — Безменшурский сельсовет.
25 июня 2021 года упразднено в связи с преобразованием муниципального района в муниципальный округ.

## Географические данные
Находится на северо-западе района, граничит:
- на севере с Муркозь-Омгинским сельским поселением
- на востоке с Старободьинским сельским поселением
- на юге и западе с Кировской областью

По территории поселения протекают реки: Казанка и Якшурка.
Общая площадь поселения — 11 687 гектар, из них сельхозугодья — 3632 гектар.

## История
Безменшурский сельсовет передан в состав Удмуртии, вместе с другими сельсоветами Кизнерского района, в 1939 году.

## Население
| 2010 | 2012 | 2013 | 2014 | 2015 | 2016 | 2017 |
| ---- | ---- | ---- | ---- | ---- | ---- | ---- |
| 522  | ↘503 | ↘482 | ↘456 | ↘447 | ↘422 | ↘397 |
| 2018 | 2019 | 2020 |      |      |      |      |
| ↗405 | ↘382 | ↘378 |      |      |      |      |

## Населенные пункты
| Название   | Тип населённого пункта          | Население | Почтовый индекс | ОКАТО          |
| ---------- | ------------------------------- | --------- | --------------- | -------------- |
| Безменшур  | Деревня, административный центр | 321       | 427709          | 94 226 810 001 |
| Бертло     | деревня                         | 157       | 427709          | 94 226 810 002 |
| Коммуна    | починок                         | 8         | 427709          | 94 226 810 004 |
| Чуштаськем | деревня                         | 76        | 427709          | 94 226 810 003 |
| Ямайкино   | деревня                         | —         | 427709          | 94 226 810 005 |